# 14181 Koromházi
14181 Koromházi là một tiểu hành tinh vành đai chính với chu kỳ quỹ đạo là 1632.9926200 ngày (4.47 năm).
Nó được phát hiện ngày 20 tháng 11 năm 1998.